# Montgolfier (cráter)
Montgolfier es un desgastado cráter de impacto perteneciente al hemisferio norte de la cara oculta de la Luna. Al este-noreste se halla el cráter Paraskevopoulos, y al suroeste de Montgolfier se encuentra Schneller.
Todo el borde meridional de este cráter ha sido recubierto por un grupo de cuatro cráteres más pequeños. El borde restante ha sufrido el desgaste provocado por impactos más pequeños, dejando un perímetro algo desigual cubierto por algunos pequeños cráteres. El suelo interior contiene por varios cráteres pequeños, y carece de un pico central.

## Cráteres satélite
Por convención estos elementos son identificados en los mapas lunares poniendo la letra en el lado del punto medio del cráter que está más cerca de Montgolfier.
|             | \| Montgolfier \| Coordenadas \| Diámetro \| \| ----------- \| ------------------------------- \| -------- \| \| J \| 46°24′N 158°12′O / 46.4, -158.2 \| 28 km \| \| P \| 46°06′N 160°54′O / 46.1, -160.9 \| 36 km \| \| W \| 49°18′N 164°24′O / 49.3, -164.4 \| 37 km \| \| Y \| 50°30′N 161°18′O / 50.5, -161.3 \| 40 km \| |          |
| Montgolfier | Coordenadas | Diámetro |
| J           | 46°24′N 158°12′O / 46.4, -158.2 | 28 km    |
| P           | 46°06′N 160°54′O / 46.1, -160.9 | 36 km    |
| W           | 49°18′N 164°24′O / 49.3, -164.4 | 37 km    |
| Y           | 50°30′N 161°18′O / 50.5, -161.3 | 40 km    |